# خوان بونيلا
خوان بونيلا (بالإنجليزية: Juan Bonilla)‏ هو لاعب كرة قاعدة أمريكي، ولد في 12 فبراير 1955 في سانتورس ‏ في الولايات المتحدة.

## وصلات خارجية
- خوان بونيلا على موقعبيزبول رفرنس.كوم (الدوري الرئيسي) (الإنجليزية)
- خوان بونيلا على موقعبيزبول رفرنس.كوم (الدوري الثانوي) (الإنجليزية)